# María José Planells Martínez
Maria José Planells Martínez, (Picanya, l'Horta Sud, 26 de novembre de 1976), és una artista visual, Doctora Cum Laude en Belles Arts per la Universitat Politècnica de València i Màster en Mitjans d’Impressió Gràfica, il·lustració i Encunyació Artística, Fábrica Nacional de Moneda y Timbre - Real Casa de la Moneda, Madrid.
La seua obra ha estat exposada en nombroses exposicions col·lectives i individuals a Itàlia, Espanya, França, Mèxic, Colòmbia, l'Argentina, Portugal, el Marroc i els Països Baixos. Ha participat en nombroses fires i biennals, i també ha impartit ponències, i com a docent ha participat en nombrosos tallers, cursos i seminaris.

## Evolució plàstica
El seu treball destaca per l’escassetat dels mitjans, la senzillesa de formes narratives i la facilitat aparent de la seua posada en escena. Identificada amb el què l'envolta, allò proper, el natural, el quotidià i sincer. Treballa diversos llenguatges com la gràfica, la fotografia, les instal·lacions o les hibridacions entre aqueixos mitjans, i tracta d'establir una relació íntima entre las peces, l'espai i l'espectador.

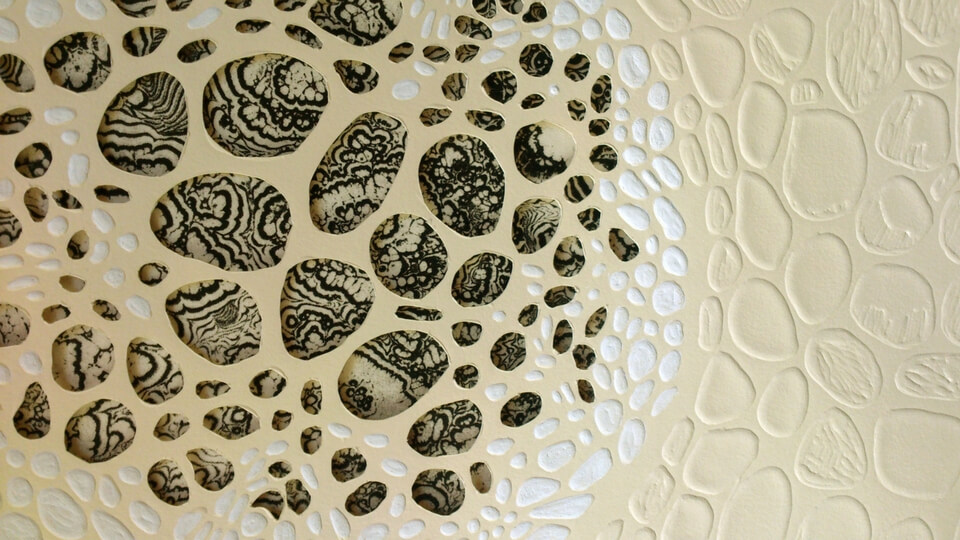
Cosmologies divergents

Per la necessitat d'expressar-se a través del llenguatge plàstic com a procés pràctic i d'estudi, el gravat ha anat convertint-se en un mitjà amb qué satisfà eixes necessitats. Les temàtiques d'inspiració i de motivació són diverses. En un primer moment, el seu interès es va centrar al record, a evocar el passat, tot això expressat mitjançant instal·lacions i obra gràfica. Posteriorment, la cerca s'ha orientat a poc a poc cap a les forces de la natura, al territori i a la identitat. El gravat, en general, i la col·lagrafia, en particular, són els camps on darrerament es definix el seu treball, si bé s'acull tota mena de procediments o activitats creatives.

## Site specific
Va ser el nom del projecte dut a terme a Mèxic, gràcies a l'Ajuda Alfons Roig 2014 d’Arts Plàstiques que atorga la Diputació de València. Un projecte de gravat i videocreació Site specific, una proposta que engloba la gràfica, les instal·lacions, la fotografia o les hibridacions entre estos mitjans. La proposta de Planells pretén establir diàlegs entre les peces, l'espai i l'espectador, que deixa de ser un observador passiu per a transformar-se en un dels protagonistes de l'obra.
El projecte es va desenvolupar a dos tallers de gràfica i a una residència internacional d'artistes. El primer al taller TACO («Talleres de Arte Contemporáneo») a Ciutat de Mèxic, el segon al taller de gràfica «Tres Corazones», a Monterrey, Mèxic i per acabar a [R.A.T.] «Residencias artísticas por Intercambio», Acapulco, Mèxic. Segons l'artista visual, «a Mèxic hi ha molta tradició en la gràfica, com a Alemanya i als Estats Units d'Amèrica, on se la considera com una forma de creació important».
Al juliol 2016, la va exposar a l'Almodí de València amb altres peces.
La videocreació final és una mostra experimental d'una print installation que mesclarà gravats originals i contingut audiovisual, un concepte nou dins de la gràfica expandida, en la qual es mesclaran recursos visuals d'efectes 3D, que pretén innovar i avançar en el camp audiovisual.

### Objectes amb contingut, continent i experiència
Per a explicar el leitmotiv del seu projecte, l'artista teoritza: «Jo concep l'obra no sols com a objecte, sinó també com a experiència; és per això que un treball artístic pot ser capaç d'identificar, de contindre, els valors d'un individu i, indirectament, de la societat en què l'individu participa».

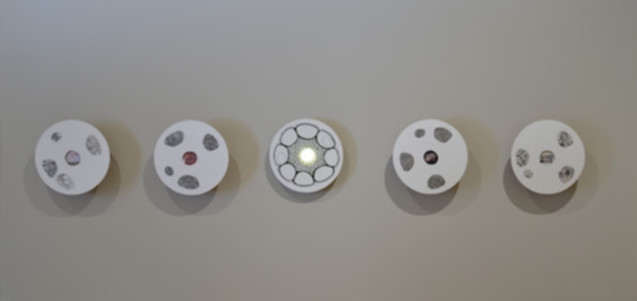
Site specific

| « | Site specific és una sèrie composta per cinc peces circulars que entronca directament amb feines seves anteriors alhora que s'articula amb claredat en el context de la Ciutat de Mèxic. Formes cel·lulars amb textures gravades/gofrades i una perforació central que deixa entreveure una imatge doblement lenticular de naturalesa molt diferent a casa cas. Mentre la part gràfica impresa fa referència a teixits de naturalesa humana, les imatges culturals tanquen un aire anacrònic d'«object trouvé» surrealista que estableixen un xoc visual que discorre en paral·lel a una altra sèrie de confrontacions històriques i vivencials que de ben segur van ser detonades per la immersió directa en un context com el mexicà en què s'entrecreuen patrons i models divergents, si no antagònics. Aquestes cinc peces són tota una declaració d'intencions, una feliç cruïlla que assenyala la direcció que seguirà aquesta emprenedora artista, des dels seus orígens individuals i personals cap al seu compromís creixent amb la realitat circumdant i envoltant. | » |
| — Juan Bautista Peiró López. Facultat de Belles Arts, Universitat Politècnica de València, en castellà | |   |

## Davantals vivencials

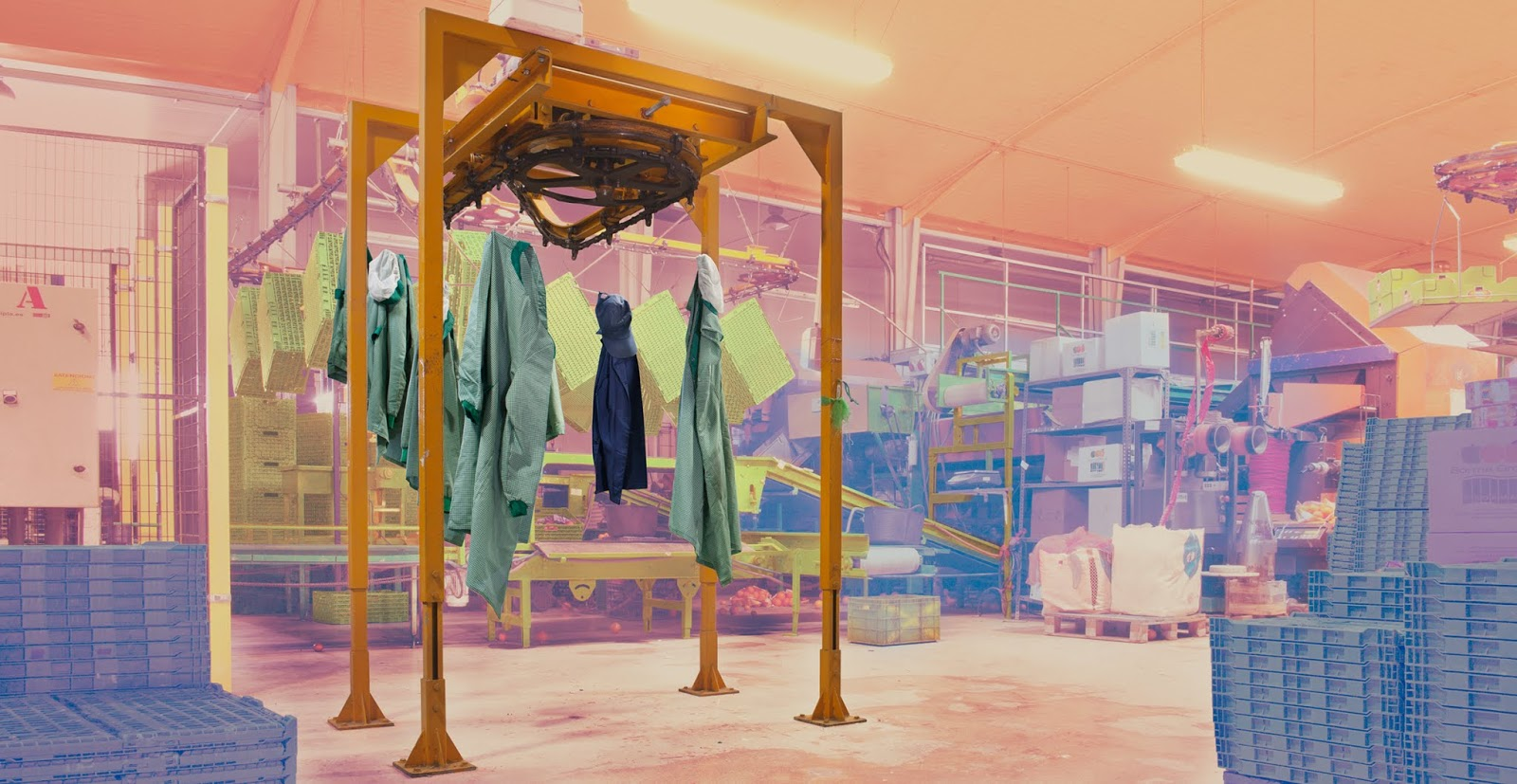
Davantals vivencials, exposició al MUVIM

Davantals vivencials, pretén rescatar una part de la realitat de les dones i mostrar-la, evitant que passe desapercebuda.
La mostra al va establir-se al vestíbul del MUVIM, on el davantal identifica la posició subordinada de la dona i la seva tasca, sempre diferenciada de la que fa l'home.
Davantals són testimonis de les relacions entre les dones i mostren la feina com un factor socialitzador perquè, per a l'artista, la incorporació de la dona al món laboral, encara que en diferents condicions dels seus companys, «va suposar un factor socialitzador que va permetre que establiren amistat entre elles i compartiren problemes en comú».
Així mateix, els davantals buits, remarquen l'absència de les dones que ja no estan, i alhora la seva presència, servixen per «reivindicar la feina de les que no hi són i de les que segueixen estant, per continuar la lluita que és necessària per visibilitzar, cada dia, el paper cada vegada més rellevant de les dones a la nostra societat».

## Selecció de beques[13]

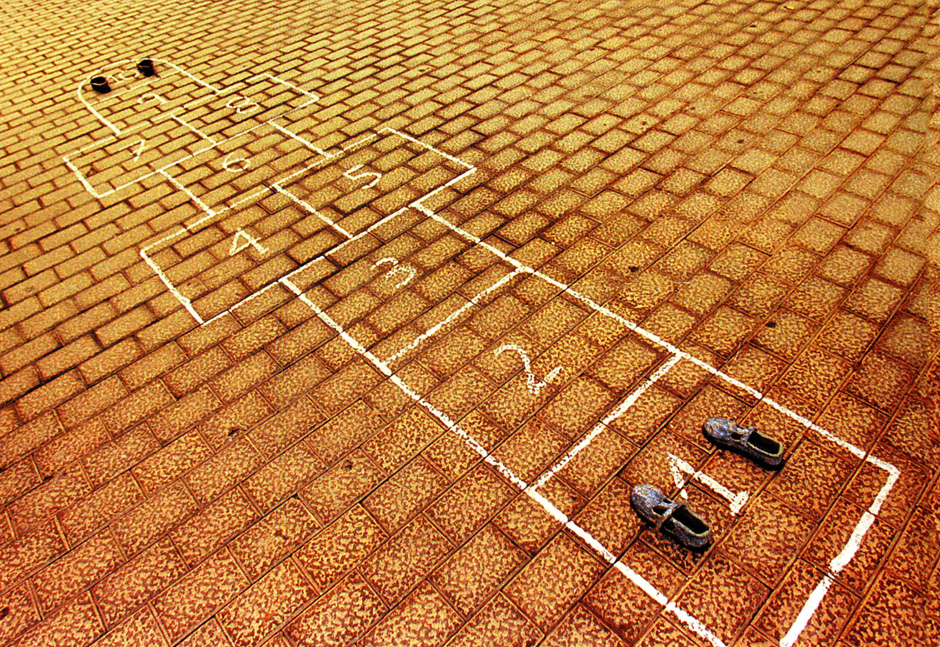
Oblidar o recordar, present o passat

- 2018, Beca de residència XIX Biennal Internacional d'Art de Cerveira, a Portugal.[14]
- 2015, Residència als Tallers d'Art Contemporani TACO, Ciutat de Mèxic, a Mèxic.
- 2015, Programa de Residències Artístiques per Intercanvi, Puerto Acapulco, Acapulco, a Mèxic.
- 2015, Residència al Taller de Gràfica «Tres Corazones» Monterrey, Nuevo León a Mèxic.
- 2014, Beca de formació pels guanyadors del Certamen d'Art Gràfic per a Jóvens Creadors 2014. Beques Pilar Juncosa. Fundació Pilar i Joan Miró a Mallorca, Palma
- 2014, Ajuda Alfons Roig d’Arts Plàstiques 2014-2015, Diputació de València.
- 2013, Beca al programa de «Laboratorios Comunes de Creación de la Red de Artes Visuales. Fundación Casa Tres Patios y Alcaldía de Medellín». Medellín, a Colòmbia.
- 2012, Beca-Residència Casa de Velázquez. Bourses, Académie de France à Madrid.
- 2011, Ajudes a la Promoció de l'Art Contemporani Espanyol. Ministeri de Cultura i Esport d'Espanya.
- 2011, Beca Fábrica Nacional de Moneda y Timbre - Real Casa de la Moneda. Màster en Mitjans d'Impressió Gràfica, Il·lustració i Encunyació Artística. Madrid.
- 2010, Beca en la Résidence d’Artistes Ifitry, Essaouira, el Marroc.
- 2010, Beca a la Residencia Internacional d'Artistes Alqueria dels Artistes. Fundació InspirArte i Diputació de València.
- 2008, Ajuda per a la realització i publicació de treballs d'investigació en valencià. Àrea de Promoció i Normalització Lingüística. Universitat Politècnica de València.
- 2003, Beca Art Visual 2003. Ajudes per a la realització de projectes a l'estranger. Conselleria de Cultura i Educació, Generalitat Valenciana.
- 2002, Beca «Programa de Cooperación Interuniversitaria Estudiantes - E. AL.» Ministeri d'Afers Exteriors, Unió Europea i Cooperació d'Espanya-AECI. Taller de Artes Visuales. Facultad de Arquitectura y Urbanismo. Universidad Nacional del Nordeste. Resistencia, Argentina.
- 2001, Becada el 2001, pel Ministeri d'Afers Exteriors-AECI per ampliar estudis a la Universitat Nacional de Colòmbia, Bogotà.
- 2000, Beca al projecte «Immagini forme e colori della contemporaneità». Cittanova, Reggio de Calàbria, a Itàlia.

## Premis i mencions especials[15]

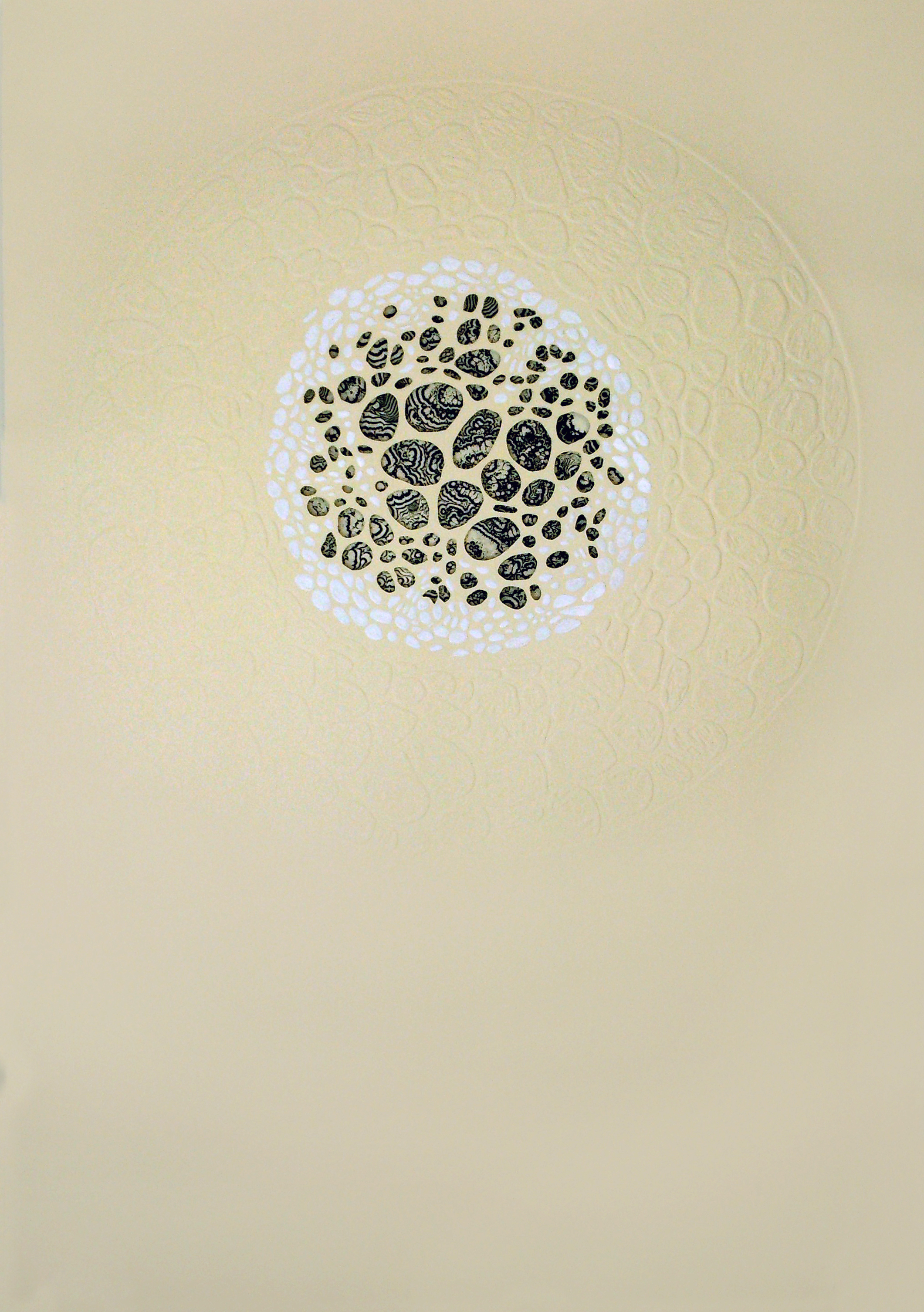
De la serie vital XV.
Premi Certamen Art Gràfic Jóvens Creadors 2014

- 2019 - Menció d'Honor de la beca de formació per a participar en els Tallers d'Obra Gràfic de Joan Miró. Mallorca.[16]
- 2016 - Medalla de Plata de la Vila. Ajuntament de Picanya. Valencia.[17]
- 2014 - «Premio Certamen Arte Gráfico Jóvenes Creadores 2014». Real Academia de Bellas Artes de San Fernando Madrid.[18]
- 2012, Accèssit XXXIII Certamen de Miniquadres, Alacant.
- 2012, Primera finalista Beca “Casa de Velázquez”. Ajuntament de València.
- 2011, Premiada en la XIII Muestra de Arte Contemporáneo. DMencia. Doña Mencía, a Còrdova, Espanya.
- 2008, XXV Premi («ex aequo») de pintura “Vila de Teulada”, Teulada, Marina Alta[19]
- 2007, Primer premi cartell, II Campus d'estiu de les Arts de Guía, Gran Canària, Espanya.
- 2006, Primer premi a la XXI Biennal de pintura «Eusebio Sempere», Centre Cultural d'Onil, L'Alcoià.
- 2005, Menció d'Honor a la IX Biennal de Pintura, Institut Municipal de Cultura de Meliana L'Horta Nord.
- 2005, Premi-adquisició Fons d’Art Contemporani, Universitat Politècnica de València.
- 2005, Menció especial Mostra de Creació Jove de L'Horta.
- 2004, Menció especial del jurat a l'XI Concurs Biennal de Pintura Jove de la Generalitat de Catalunya.
- 2004, Premi-adquisició X Biennal de Pintura «Vila de Mislata», L'Horta Sud.
- 2000, Premiada a la III Mostra d’Art Públic per a jóvens creadors, Universitat de València.

## Obra en institucions i col·leccions[15]
- Memorial a les víctimes de la guerra civil i la repressió franquista, Picanya, L'Horta Sud.
- «Fundació «Casa Tres Patios», Medellín, Colòmbia.
- «Real Academia de Bellas Artes de San Fernando, Calcografía Nacional», Madrid.
- «Centro de Arte Alfara Studio», Salamanca.
- «Real Casa de la Moneda», Madrid.
- «Casa de Velázquez. Acadèmie de France à Madrid».
- Intervenció escultòrica a Alfaro, La Rioja.
- «Centre d’Art Contemporain d'Essaouira», el Marroc.
- «Torrearte», Madrid.
- Fundació InspirArte, València
- Diputació de València.
- Ajuntament de Teulada, La Marina Alta.
- Ajuntament d'Onil, L'Alcoià.
- Fundació «Espacio Guía», Santa María de Guía, Gran Canària.
- Fons d'Art de la Universitat Politécnica de València.
- Fons d'Art de la Universitat Nacional del Nordest, Resistencia, L'Argentina.
- Ajuntament de Mislata, L'Horta Sud.
- Col·lecció Els Catòlics, Olot, La Garrotxa.
- «Mairie de Panasòu», França.
- Biblioteca Nacional, Secció de grabat contemporani, Sala Goya, Madrid.
- Fons d'Art Jove de la Fundació Talens, Barcelona.
- Casa Comunal de Cittanova, Reggio de Calàbria, a Itàlia.
- Fons de Gravat i Estampació del Departament de Dibuix. Facultat de Belles Arts de Sant Carles, València.
- Col·legi Major Galileo Galilei, València.
- Ajuntament de Picanya, L'Horta Sud.
- Associació Dones Progressistes de Picanya.
- Consorci Cultural de Goya a Fuendetodos de la Diputació Provincial de Saragossa.